# 哈尔施塔特 (德国)
哈尔施塔特（德語：Hallstadt，發音：[ˈhalʃtat] ⓘ）是德国巴伐利亚州上弗兰肯行政区班贝格县的城市，面积14.6平方千米，2023年12月31日人口为8,888人。